# Префектура Окинава
Окинава (јап. 沖縄県; Okinawa-ken) је префектура у Јапану која се састоји од стотине Рјукју острва. Главни град је Наха, који се налази на највећем од Рјуку острва Окинави.